# Frank Parr (Musiker)
Frank Parr (* 1. Juni 1928 in Wallasey als Francis David Parr; † 8. Mai 2012 in London) war ein britischer Jazzposaunist und Cricketspieler.
Parr begann 1950 mit dem Posaunenspiel. Seit 1952 spielte er in der semi-professionellen Merseysippi Jazz Band, mit der Mitte der 1950er Jahre Aufnahmen für Esquire und Decca Records entstanden. Als Wicket-Keeper im Cricket spielte er zwischen 1951 und 1954 in 49 First-Class-Spielen, hauptsächlich für den Lancashire County Cricket Club. 1956 verließ er die Merseysippi Jazz Band, um bis 1961 in der Mick Mulligan Jazzband mit George Melly zu spielen. Anfang der 1960er Jahre arbeitete er in verschiedenen Bands, wie bei Mike Cotton oder Monty Sunshine. Als mit Aufkommen der Beatmusik die Popularität des Traditional Jazz in England nachließ, stellte er seine Tätigkeit als Musiker zurück und wurde Manager von Acker Bilk. Insgesamt war er an 30 Schallplattenaufnahmen zwischen 1951 und 1985 beteiligt. In seinen letzten Lebensjahren hatte er Auftritte in der Fernsehshow Psychoville (2009) und in dem Spielfilm The King’s Speech (2010). Er starb in einem Londoner Krankenhaus an den Folgen eines Mundhöhlenkarzinoms.